# Академический проезд
Академи́ческий прое́зд (название утверждено 7 июня 1922 года, прежнее название Кондра́тьевский прое́зд, по другим данным название с 1950 года) — проезд в Северном административном округе города Москвы на территории Тимирязевского района. Находится между улицей Прянишникова и Большой Академической улицей.

## Происхождение названия
Назван в 1950 году по соседней Большой Академической улице, в состав которой вошёл ранее существовавший Академический проезд. Лихоборы

## Здания и сооружения
По нечётной стороне:
По чётной стороне:

## Транспорт
- Станция МЦК «Лихоборы»
- Станция метро «Петровско-Разумовская»

## Строительство
Академический проезд примыкает к Большой Академической улице, которая станет составной частью одной из крупнейших московских трасс — Северо-Западной хорды. Это упростит и ускорит доступ жителей улицы в другие районы города по трассе прохождения Северо-Западной хорды.